# Openarts
Openarts(오픈아츠)는 2014년 대한민국 부산 한국의 대표적인 전위예술가이며, 문화 기획자인 성백(SungBaeg)이 처음 '2014 openarts project in Busan'이라는 아트 프로젝트를 시작으로 사용되기 시작한 문화예술 용어이다. 기존 문화예술계에서 ‘오픈 아트'(open art)와 ‘오픈 아츠'(open arts)라는 단어사용은 많았으나, 단어의 사전적 의미로서 사용이였다. 예술 철학적인 개념을 바탕으로 ‘openarts’ 용어의 사용은 '2014 International openarts project in Busan'에서 처음이다. 시각예술가이자 문화기획자 ‘성백’은 ‘2005년 꽃마을자연미술제’시작으로 ‘2017년 꽃마을국제자연예술제’ ‘2008년 부산국제행위예술제’ ‘부산 국제 아트캠핑 페스티발’ 등을 기획 하면서 꾸준히 다원예술으로써 ‘openarts’ 개념을 도입 시각예술, 공연예술, 사운드 아트에서 국제적으로 활동 하던 국내외 아티스트들 및 해외 문화단체들과 교류하면서 국제 오픈아츠 네트워크(International Openarts Network)를 구축하기 시작한다.
‘오픈 아츠'(openarts)는 기존의 다원예술Interdisciplinary art를 아우르며, 대체하는 표현으로서 
다원예술Interdisciplinary art라는 일반인들이 이해하기 힘들며, 영어권에서도 잘 사용하지 않은 어려운 표현보다는 누구나 이해하기 쉬운 단어를 사용하면 현대 예술의 다양성과 개방성을 표현하는 용어로서 사용되고 있다.
‘오픈 아츠'(openarts)는 ‘열린예술’openarts을 지향하면서 예술 장르 간의 협업을 중요시하며, 전시 및 공연이 펼쳐지는 장소 또 한 도심의 주요 장소 자연을 배경으로 펼침으로서 ‘열린공간’(open space)에 의미를 두고 있다. 2005년부터 시작된 부산 ‘꽃마을 자연미술제’가 그 개념의 시작이며, 2008년 한국 중국 일본 미국 작가들의 참여로 ‘꽃마을국제자연예술제’로 거듭나며 2014년 10주년 행사 때 ‘국제 오픈 아츠 프로젝트 인 부산’(International openarts project in Busan)이라는 타이틀을 쓰면서 본격적으로 ‘오픈 아츠'(openarts) 단어의 사용과 함께 그 개념을 아트 프로젝트에 사용하면서 대중들에게 알리기 시작했다.
2018년 현재 30여 개국의 작가 및 문화단체들과 교류를 통해 국제 오픈 아츠 네트워크 International Openarts Network를 구축하고 있다.